# Middle Aston
Middle Aston är en by och civil parish ca 7 km nordväst om Bicester. Tidigare fanns här ett country house, Middle Aston House, men det förstördes under tidigt 1900-tal.